# David Prain
Sir David Prain (* 11. Juli 1857 in Fettercairn, Kincardineshire; † 16. März 1944 in Whyteleafe, Surrey) war ein schottischer Botaniker. Sein offizielles botanisches Autorenkürzel lautet „Prain“.

## Leben und Wirken
Prain studierte an der Universität Aberdeen. Er war von 1887 bis 1889 Kustos des Herbariums von Kalkutta. Von 1905 bis 1922 war er Direktor des Botanischen Gartens in Kew.
Prain war Herausgeber der Bände 133 bis 146 des Curtis’s Botanical Magazine (1907 bis 1920) sowie der Bände 28 bis 30 von Hooker's Icones Plantarum (1905 bis 1994). Auch die Bände 6(2) und 9 der Flora of Tropical Africa von Daniel Oliver gab er heraus. Für dieses Werk bearbeitete er die Teile „Euphorbiaceae“ (in Band 6(1), zusammen mit Nicholas Edward Brown und John Hutchinson) sowie „Cycadaceae“ (in Band 6(2)).

## Ehrungen
Am 6. Februar 1888 wurde Prain zum Mitglied („Fellow“) der Royal Society of Edinburgh gewählt. Am 11. Mai 1905 wurde Prain als Mitglied („Fellow“) in die Royal Society gewählt. Seit 1909 war er korrespondierendes Mitglied der Bayerischen Akademie der Wissenschaften, seit 1920 Mitglied der National Academy of Sciences. 1935 bekam er die Linné-Medaille der Linnean Society of London verliehen.
1912 wurde er als Knight Bachelor geadelt.
Die Pflanzengattung Prainea King ex Hook. f. aus der Familie der Maulbeergewächse (Moraceae) ist nach ihm benannt worden.

## Schriften (Auswahl)
Bücher
- Memoirs and memoranda, chiefly botanical. Baptist mission press, Kalkutta 1894 (Digitalisat).
- Botanical notes and papers. Kalkutta 1901.
- Bengal plants. 2 Bände, Botanical Survey of India, Kalkutta 1903 (Digitalisate).
- Noviciae indicae: some additional species of Indian plants. West, Newman & Co., London 1905.
- Contributions to Indian botany. West, Newman & Co., London 1906 (Digitalisat).

Zeitschriftenbeiträge
- The Angami Nagas. In: Revue coloniale internationale. Band 2, 1887, S. 472–494 (Digitalisat).
- The species of Pedicularis of the Indian Empire and its frontiers. In: Annals of the Royal Botanic Garden, Calcutta. Band 3, 1890, S. 1–196 (Digitalisat).
- A list of Laccadive plants. In: Scientific memoirs by medical officers of the army of India. Teil 5, 1890, S. 47–69 (Digitalisat).
- An account of the genus Argentone. In: Journal of botany, British and foreign.:
  - Band 33, 1895, S. 129–135 (Digitalisat).
  - Band 33, 1895, S. 176–178 (Digitalisat).
  - Band 33, 1895, S. 207–209 (Digitalisat).
  - Band 33, 1895, S. 307–312 (Digitalisat).
  - Band 33, 1895, S. 325–333 (Digitalisat).
  - Band 33, 1895, S. 363–371 (Digitalisat).
- A revision of the genus Chelidonium. In: Bulletin de l’Herbier Boissier. Band 3, Nr. 11, 1895, S. 570–587 (Digitalisat).
- An account of Corydalis persica Cham. et Schlecht. with remarks on certain allied species of Corydalis Vent. In: Bulletin de l’Herbier Boissier. Band 7, Nr. 3, 1899, S. 162–177 (Digitalisat).
- The species of Dalbergia of South-eastern Asia. In: Annals of the Royal Botanic Garden, Calcutta. Band 10, 1905 (Digitalisat).
- A sketch of the life of Francis Hamilton (once Buchanan), sometime Superintendent of the Honourable Company’s Botanic Garden, Calcutta. In: Annals of the Royal Botanic Garden, Calcutta. Band 10, Nr. 2, 1905, S. I-LXXV (Digitalisat).
- Sir Thomas Hanbury, K.C.V.O. In: Bulletin of Miscellaneous Information. London 1907, S. 132–136 (Digitalisat).
- [Sir Richard Strachey, R.E., G.C.S.I., F.R.S.] In: Bulletin of Miscellaneous Information. London 1908, S. 127–129 (Digitalisat).
- [Sir George King, 1840–1909.] In: Proceedings of the Royal Society B: Biological Sciences. Band 81, Nr. 551, 1909, S. XI–XXVIII  (Digitalisat, doi:10.1098/rspb.1909.0046).
- [Sir George King. List of works] In: Bulletin of Miscellaneous Information. London 1909, S. 193–196 (Digitalisat).
- Sir Joseph Dalton Hooker, 1817−1911. In: Bulletin of Miscellaneous Information. London 1912, S. 1–34 (Digitalisat).
- James William Helenus Trail. In: Bulletin of Miscellaneous Information. London 1919, S. 378–388 (Digitalisat).
- [Anne Casimir Pyramus de Candolle.] In: Proceedings of the Linnean Society London. Band 131, 1919, S. 51–52 (doi:10.1111/j.1095-8312.1919.tb00042.x).
- “John” Roxburgh. In: Journal of botany, British and foreign. Band 57, 1919, S. 28–34 (Digitalisat).
- James William Helenus Trail. In: Proceedings of the Royal Society B: Biological Sciences. Band 91, Nr. 641, 1920, S. VII–XI (doi:10.1098/rspb.1920.0020).
- Prof. J. W. H. Trail. [Publications]. In: Bulletin of Miscellaneous Information. London 1920, S. 32–33 (Digitalisat).
- [Sir William Turner Thiselton-Dyer.] In: Proceedings of the Linnean Society London. Band 141, Nr. 1, 1930, S. 147–149 (doi:10.1111/j.1095-8312.1930.tb01332.x).
- An account of the genus Dioscorea in the East. Part I: The species which twine to the left. In: Annals of the Royal Botanic Garden, Calcutta. Band 14, Nr. 1, 1936 – mit Isaac Henry Burkill (1870–1965).